# Badar Al-Mahruqi
Badar Al-Mahruqi (in arabo بدر علي المحروقي‎?; 12 dicembre 1979) è un ex calciatore omanita, di ruolo difensore.

## Carriera

### Club
Ha sempre giocato nel campionato omanita.

### Nazionale
È stato convocato per la Coppa d'Asia nel 2004.